# Transports Metropolitans de Barcelona
Pour les articles homonymes, voir TMB.
Transports Metropolitans de Barcelona (Transports Métropolitains de Barcelone en français, abrégé TMB) est une entreprise de transport public dépendant de la mairie de Barcelone. Elle correspond à une dénomination commune utilisée par les entreprises Ferrocarril Metropolità, S.A. et Transports de Barcelona, S.A. depuis 1979.
Sa présidente actuelle est Laia Bonet.

## Histoire
La TMB est une union entre le transport métropolitain et celui de surface (autobus) née en 1979. Elle s'appelle Transportes Municipales de Barcelona, avant d'opter en 1986 pour la dénomination actuelle.

## Réseau
TMB assure l’exploitation de la majeure partie du métro, soit sept lignes (L1 à L5, L9 à L11) plus le funiculaire de Montjuïc. Ainsi, elle se voit confier la gestion de 121,4 km de voies et de 158 stations. En 2009, ce sont 361,65 millions de voyages qui ont été effectués dans ce réseau. En 2018, le nombre de voyages en métro augmente de 401,5 millions à 1,51 million pour le téléphérique de Montjuïc.
L'entreprise gère également un vaste réseau d'autobus à travers l'agglomération. Ses 101 lignes représentent environ 829,68 km de tracé (dont 211,72 km de voies réservées) et peuvent être empruntés dans les 2 590 arrêts disséminés sur le territoire. 189,87 millions de voyages sont effectués en 2009, contre 207,47 en 2018.

## Matériel roulant
8 séries de matériel roulant circulent actuellement sur le réseau métro du TMB : S500, S2000, S2100, S3000, S4000, S5000, S6000 et S9000.
Le réseau de bus compte avec 1 140 véhicules, dont 624 autobus standard (12 m), 364 articulés,  3 bi-articulés, 20 microbus (10 m), 52 minibus, et 77 à deux niveaux. 1140 d'entre eux disposent des planchers surbaissés. 383 unités fonctionnent au gaz naturel et 439 diesel, pendant que 309 sont hybrides et 9 sont électriques.

## Tarification
Le réseau de transports en commun de Barcelone compte avec un système de tarification intégré qui rassemble différents types de billets et abonnements calculés pour les 6 zones tarifaires traversant la métropole.
| Billet / Abonnement | Notes                                                                                  | Zone 1                    | Zone 2                    | Zone 3                     | Zone 4                     | Zone 5                     | Zone 6                     |
| ------------------- | -------------------------------------------------------------------------------------- | ------------------------- | ------------------------- | -------------------------- | -------------------------- | -------------------------- | -------------------------- |
| Bitllet senzill     | Trajet unique                                                                          | 2,20 €                    | -                         | -                          | -                          | -                          | -                          |
| T-4                 | 10 trajets en zone 1 pour les détenteurs de la Targeta rosa ou la Carta rosa           | 4,00 €                    | -                         | -                          | -                          | -                          | -                          |
| T-10                | 10 trajets                                                                             | 10,20 €                   | 20,10 €                   | 27,40 €                    | 35,25 €                    | 40,50 €                    | 43,05 €                    |
| T-50/30             | 50 trajets en 30 jours                                                                 | 43,50 €                   | -                         | -                          | -                          | -                          | -                          |
| T-70/30             | 70 trajets en 30 jours                                                                 | 60,90 €                   | 88,05 €                   | 120,75 €                   | 147,90 €                   | 169,35 €                   | 183,70 €                   |
| T-dia               | Trajets illimités pour un jour                                                         | 8,60 €                    | 13,10 €                   | 16,45 €                    | 18,40 €                    | 20,60 €                    | 23,05 €                    |
| T-jove              | Trajets illimités en 90 jours pour les -25 ans Tarif FM/FN général Tarif FM/FN spécial | 105,00 € 84,00 € 52,50 €  | 142,00 € 113,60 € 71,00 € | 199,20 € 159,35 € 99,60 €  | 244,00 € 195,20 € 122,00 € | 280,00 € 224,00 € 140,00 € | 300,00 € 240,00 € 150,00 € |
| T-mes               | Trajets illimités pour un mois Tarif FM/FN général Tarif FM/FN spécial                 | 54,00 € 43,20 € 27,00 €   | 72,70 € 58,15 € 62,45 €   | 102,00 € 81,60 € 51,00 €   | 124,90 € 99,95 € 62,45 €   | 143,35 € 114,65 € 71,70 €  | 153,55 € 122,85 € 76,80 €  |
| T-trimestre         | Trajets illimités pour un trimestre Tarif FM/FN général Tarif FM/FN spécial            | 145,30 € 116,25 € 72,65 € | 196,50 € 157,20 € 98,25 € | 275,25 € 220,20 € 137,65 € | 337,15 € 269,75 € 168,60 € | 386,60 € 309,45 € 193,40 € | 414,40 € 331,55 € 207,20 € |
| T-aire              | 2 trajets en cas de forte pollution atmosphérique                                      | 1,85 €                    | 3,60 €                    | 4,95 €                     | 6,35 €                     | 7,30 €                     | 7,75 €                     |

Les tarifs FM/FN sont destinés aux membres de familles nombreuses ou monoparentales.

## Effectifs
À la fin de l'année 2018, TMB dispose de 8 205 employés :
- 3 700 intervenants sur le réseau métro.
- 4 506 autres sur le réseau des bus.

L'Autorité des transports métropolitains (Autoritat del Transport Metropolità) est quant à elle chargée de coordonner le transport et d'intégrer les réseaux des différentes compagnies (telles que TRAMMET ou la FGC).

## Filiales et participations
Les TMB détiennent 20 % du capital de Vectalia Perpignan Méditerranée (ancienne Corporation française de transport, CFT), gestionnaire des transports urbains de l'agglomération de Perpignan et de son réseau Sankéo (ex-CTPM).